# Epilepsihund
Epilepsihund er en hund, som er trænet til kun at hjælpe epileptikere. De skal dæmpe og forhindre anfald, varsle ved (helst før) et anfald og hente hjælp. Disse hunde kan give mange patienter tryghed i hverdagen. De er brugshunde og tjenestehunde som også indgår under navnet servicehunde.